# St. Christophorus (Niederhasli)

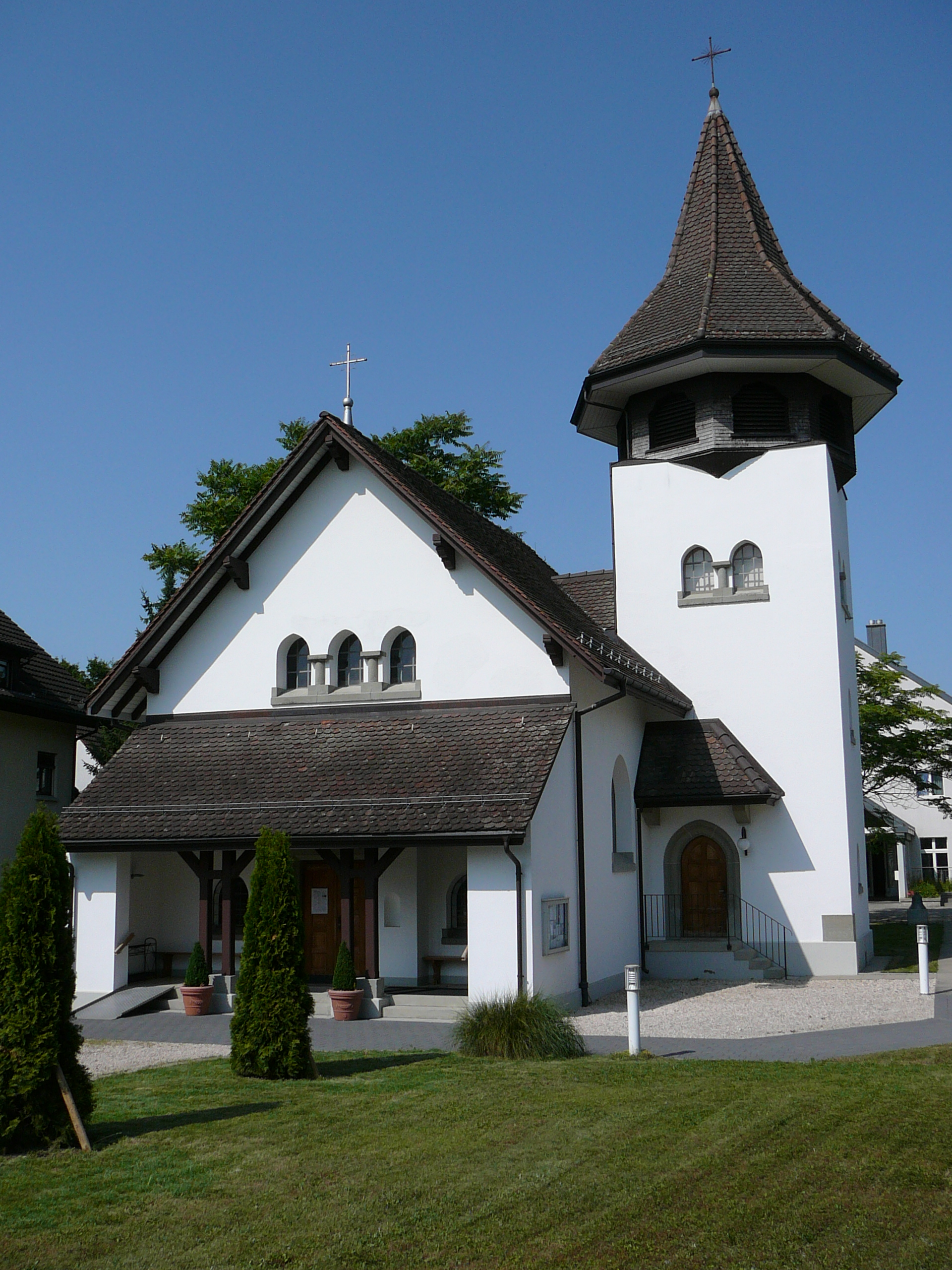
Pfarrkirche St. Christophorus, Ansicht von der Dorfstrasse

Die Kapelle St. Christophorus ist die römisch-katholische Pfarrkirche von Niederhasli im Zürcher Unterland. Zuständig ist die dazugehörige Pfarrei für die Orte Niederhasli, Niederglatt und Oberglatt.

## Geschichte

### Vorgeschichte und Namensgebung
Die erste Erwähnung eines Gotteshauses in Niederhasli findet sich in einer Urkunde aus dem Jahr 1188, in welcher ein St.-Bartholmäus-Patrozinium genannt wird. Bei Ausgrabungen in der heutigen reformierten Kirche Niederhasli im Jahr 1981 konnte diese erste Kirche auch archäologisch nachgewiesen werden. Es handelte sich um einen schlichten Saalbau, der im 15. Jahrhundert, wohl nach der Brandschatzung der Kirche 1443 durch die Eidgenossen im Alten Zürichkrieg, erweitert und im 17. Jahrhundert durch die heutige reformierte Kirche ersetzt wurde.
In der Nähe von Niederhasli, am alten Pilgerweg vom Schwarzwald nach Einsiedeln, befand sich im 16. Jahrhundert an der Strasse zwischen Schöfflisdorf und Regensberg eine Kapelle. Es handelte sich um die Wallfahrtskapelle Maria Pflasterbach, welche um 1500 in schriftlichen Quellen erstmals erwähnt, jedoch nach der Reformation bald wieder aufgegeben wurde. Ein kolorierter Pilgerzettel aus dem Jahr 1503 zeigt das Wallfahrtsbild von Maria Pflasterbach, eine Schmerzhafte Muttergottes. In Anknüpfung an das Wallfahrtsbild der Kapelle Maria Pflasterbach wurde die katholische Kapelle von Niederhasli bei ihrer Erbauung 1925 der Schmerzhaften Muttergottes geweiht.
Nach der Reformation im Jahr 1523 wurde der katholische Gottesdienst in Zürich und Umgebung bis ins 19. Jahrhundert untersagt. Erst am 10. September 1807 stimmte der Kleine Rat von Zürich der Wiedereinführung des katholischen Kultus zu. Im Rahmen der Industrialisierung zogen in den darauffolgenden Jahrzehnten aus der Zentral- und der Ostschweiz, aber auch aus dem benachbarten Ausland katholische Arbeiter mit ihren Familien ins Zürcher Unterland. Da Bülach verkehrstechnisch günstig gelegen ist und aufgrund der ansässigen Firmen ein Anziehungspunkt auch für die hinzuziehenden katholischen Arbeiterfamilien war, entstand dort im Jahr 1882 die erste katholische Seelsorgestation des Zürcher Unterlandes. Aus ihr ging in der Folge die heutige Pfarrei Hl. Dreifaltigkeit hervor.
Die Pfarrei Hl. Dreifaltigkeit in Bülach war zunächst für das gesamte Zürcher Unterland zuständig. Deshalb war es der Pfarrer von Bülach, der am 20. September 1896, dem Eidgenössischen Bettag, in Dielsdorf den ersten katholischen Gottesdienst abhielt, und zwar im Saal des Restaurants Sonne, wo auch in den folgenden Jahren regelmässig katholische Gottesdienste gefeiert wurden. Dielsdorf war als Ort ausgewählt worden, weil in den dort gelegenen Steinbrüchen zahlreiche katholische Arbeiter, hauptsächlich aus Italien, tätig waren. Weil die Katholiken in Dielsdorf keinen eigenen Saal für ihre Gottesdienste finden konnten und in den 1920er Jahren im benachbarten Niederhasli mehr Katholiken lebten als im Bezirkshauptort Dielsdorf, suchte und fand man schliesslich in Niederhasli den Baugrund für ein erstes katholisches Gotteshaus im Bezirk.

### Entstehungs- und Baugeschichte
Aus der Pfarrei Bülach gingen im 20. Jahrhundert vier Pfarreien hervor. Die erste Tochterpfarrei war St. Pirminius (Pfungen) (Kirchbau 1900–1901, Pfarreigründung 1902), die zweite war St. Petrus Embrachertal (Kirchbau 1924, Pfarreigründung 1974), die dritte Niederhasli-Dielsdorf (Kapellenbau in Niederhasli 1925 und Kirchenbau in Dielsdorf 1960, Pfarreigründung 1954 bzw. 1995), und die jüngste Tochterpfarrei von Bülach war Glattfelden – Eglisau – Rafz mit den Kirchen St. Josef (Glattfelden) (Pfarreigründung 1967, Kirchbau 1950), St. Judas Thaddäus (Eglisau) (Kirchbau 1949) und der Auferstehungskirche St. Maria Magdalena (Rafz) (Kirchbau 1993).
Im Jahr 1925 errichtete die Pfarrei Bülach in Niederhasli die heutige Kapelle, welche der Schmerzhaften Muttergottes geweiht ist. Gleichzeitig mit dem Bau dieser Kapelle wurde das Gebiet der heutigen Kirchgemeinde Dielsdorf/Niederhasli zu einem Pfarr-Vikariat erhoben und dadurch kirchenrechtlich zu einer Einheit zusammengefügt. 1948 wurde an der Seestrasse in Niederhasli ein Haus gekauft, damit der Vikar, der für das Gebiet zuständig war, vor Ort leben und von dort aus seine seelsorgerische Tätigkeit verrichten konnte. Mit Aussicht auf den Neubau der Kirche St. Paulus in Dielsdorf wurde im Jahr 1954 Niederhasli zusammen mit Dielsdorf zur Pfarrei erhoben und von Bülach abgetrennt. Neben den Orten, die heute zu den beiden Pfarreien Niederhasli und Dielsdorf gehören, war die Pfarrei zunächst auch noch für die beiden im Furttal gelegenen Dörfer Otelfingen und Boppelsen zuständig, die jedoch bei der Gründung der Pfarrei St. Mauritius Regensdorf 1963 dieser zugeschlagen wurden. Nach dem Bau der Kirche St. Paulus in den Jahren 1960–1962 verlegte man den Hauptsitz der Pfarrei nach Dielsdorf; die Kapelle in Niederhasli wurde dabei der Pfarrei St. Paulus Dielsdorf als zweiter Gottesdienstort angefügt. In den Jahren 1981–1999 wurde bis zum Bau eines eigenen Pfarreizentrums das ehemalige neuapostolische Gemeindehaus in Niederhasli als Ort für Gruppentreffen und für den Religionsunterricht angemietet. Per 1. März 1995 wurde die Niederhasli schliesslich zu einer eigenen Pfarrei erhoben und von Dielsdorf abgetrennt. Dabei wurde auch ein zweiter Namenspatron für die Kirche von Niederhasli bestimmt. Es ist dies der hl. Christophorus, nach dem auch die Pfarrei heute offiziell benannt ist. Seit 1999 steht hinter der Kirche für das Pfarreileben ein Pfarreizentrum zur Verfügung.
In der benachbarten Gemeinde Niederglatt wurde 1970er Jahren ein neues Dorfzentrum erbaut, in dessen Zentrum 1979–1980 auch eine ökumenische Kirche errichtet wurde. Da das Gotteshaus direkt an der Glatt steht, entschied man sich, die Kirche dem hl. Christophorus zu widmen, der der Legende nach das Christuskind über einen Fluss getragen hatte. Die Baukosten dieser ökumenischen Kirche wurden entsprechend der Mitgliederstärke der beiden Landeskirchen aufgeteilt. Heute wird das Gotteshaus von der reformierten Kirchgemeinde Niederhasli-Niederglatt gemeinsam mit der katholischen Pfarrei St. Christophorus betrieben. In Oberglatt, der dritten Gemeinde, für die die Pfarrei St. Christophorus zuständig ist, finden ausgewählte Gottesdienste in der Weihnachts- und Osterzeit sowie weitere ökumenische Gottesdienste in der reformierten Kirche Oberglatt statt.
Zusammen mit der Pfarrei St. Paulus Dielsdorf bildet die Pfarrei St. Christophorus Niederhasli eine gemeinsame Kirchgemeinde, welche mit ihren 10‘328 Mitgliedern (Stand 2021) eine der grösseren katholischen Kirchgemeinden des Kantons Zürich darstellt.

## Baubeschreibung

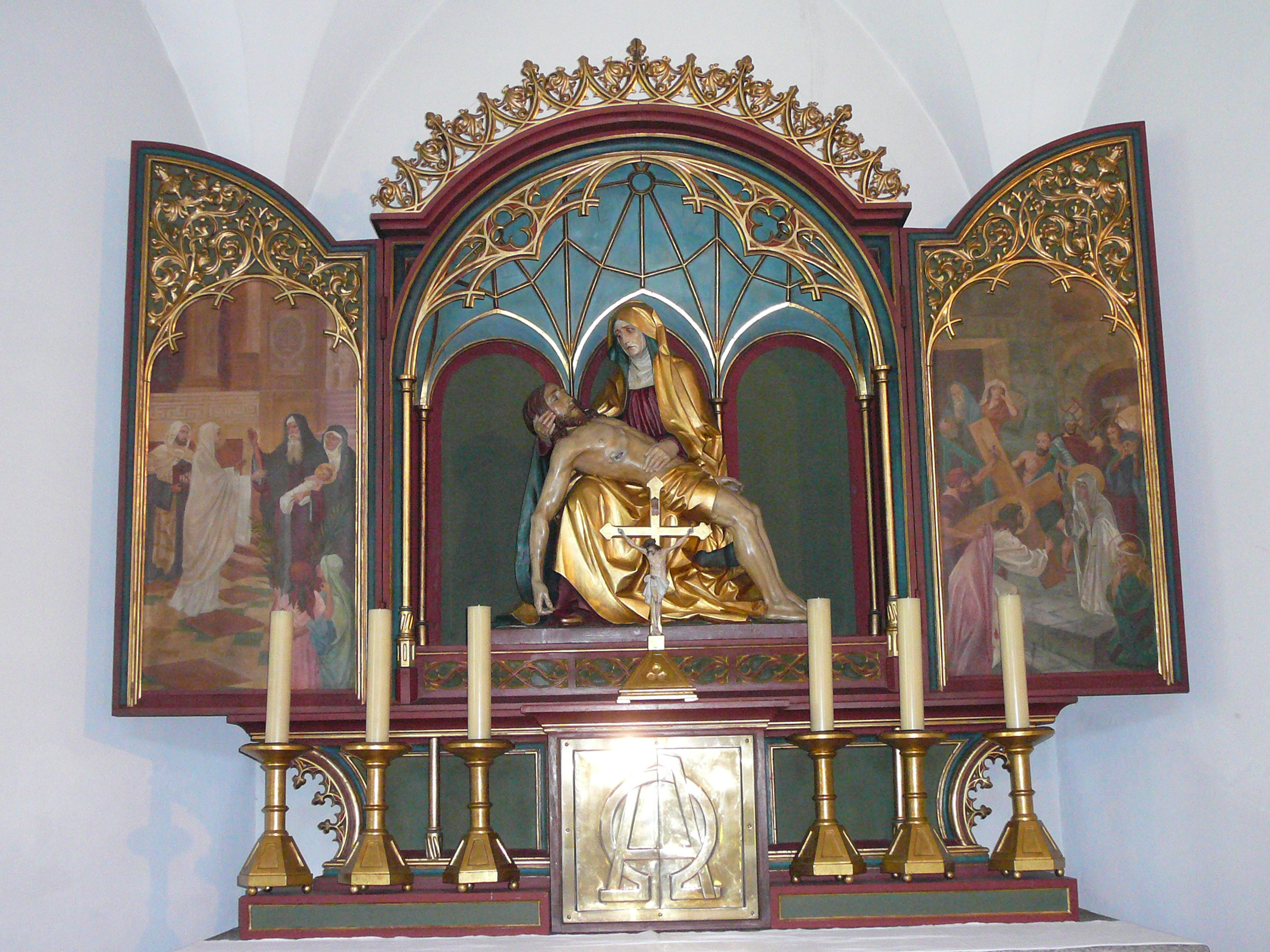
Flügelaltar von Adolf Vogl (1850–1924)

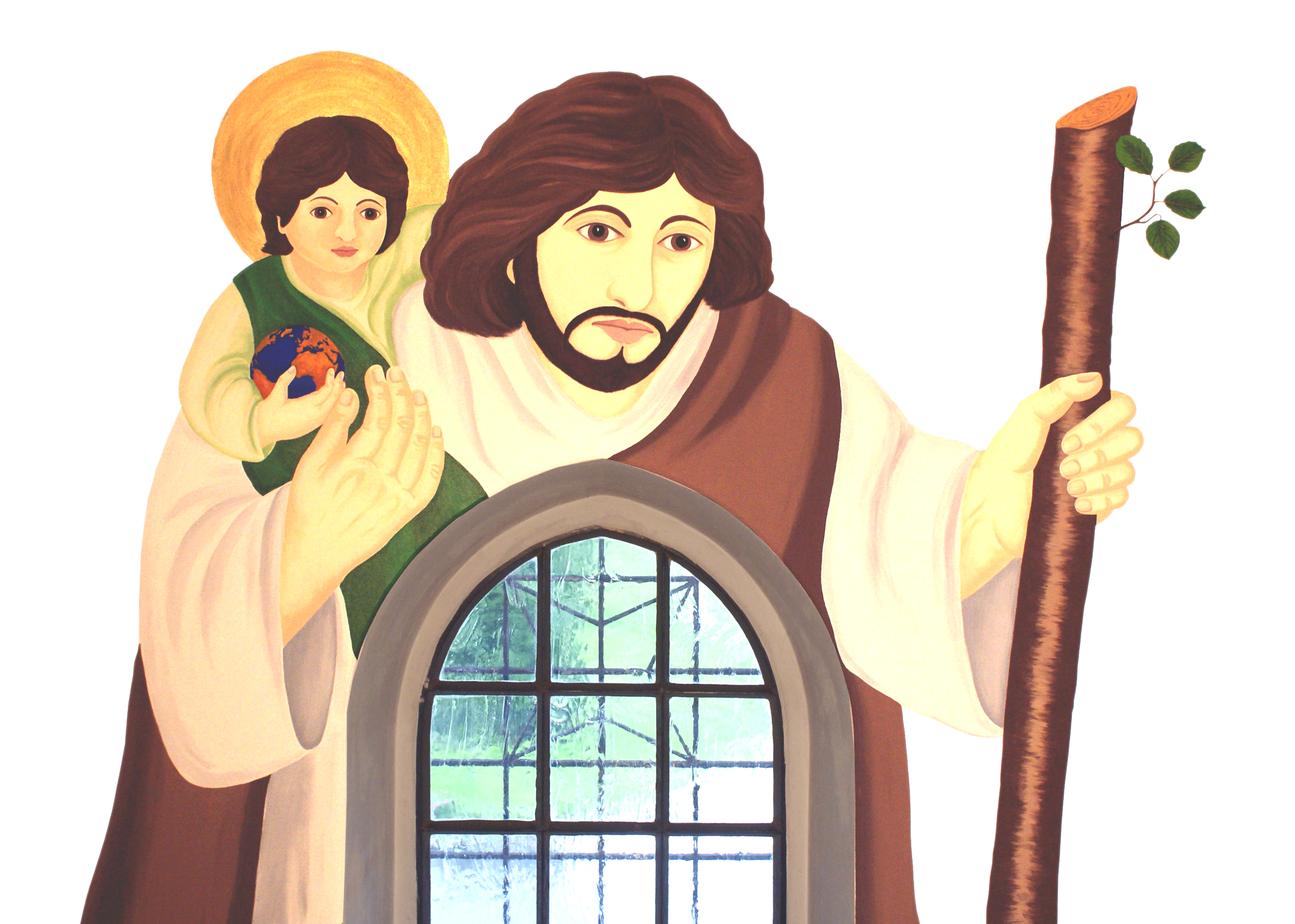
Gemälde des hl. Christophorus von Michaela Novotny

Der Schwyzer Architekt Joseph Steiner, der im Jahr 1924 bereits die Kapelle St. Petrus in Embrach errichtet hatte, erbaute 1925 die im neuromanischen Heimatstil gestaltete Kapelle von Niederhasli, welche am 8. November 1925 eingeweiht wurde. Der Bau gliedert sich in eine Vorhalle, ein Kirchenschiff mit 110 Sitzplätzen, welches durch einen Chor abgeschlossen wird, und einen Kirchturm. Der Chorraum der Kapelle wurde mit einem Gewölbe, das Kirchenschiff mit einer schmucklosen Kassettendecke abgeschlossen. Im Jahr 1954 wurden an die Kapelle noch ein Schuppen und eine WC-Anlage angebaut.
Das markanteste Ausstattungsstück der Kapelle bildet der Aufbau des Hochaltars, der mit Tafelbildern und einem Schnitzwerk nach spätgotischer Manier versehen ist. Als Flügelaltar gearbeitet, zeigt er auf den beiden Klapptafeln Szenen aus dem Marienleben, den Mittelteil bildet eine vollplastisch geschnitzte Darstellung der Schmerzhaften Muttergottes (Pietà), die bis ins Detail dem Pilgerbild der Pflasterbachkapelle nachgebildet wurde. Die Skizzen zum Altar scheinen vom Architekten Joseph Steiner geliefert worden zu sein; gefertigt wurde der Hochaltar von der Bilderschnitzerwerkstatt von Adolf Vogl in Hall in Tirol von dem auch die meisten Ausstattungsstücke der Dreifaltigkeitskirche Bülach stammen. Weitere Ausstattungselemente sind zwei Holzplastiken von Beat Gasser, welche sich links und rechts vom Chorbogen befinden und in modernem Stil die Muttergottes mit Jesuskind und den hl. Josef mit dem Jesusknaben darstellen. Im Jahr 2000 erhielt die Kapelle einen Taufstein und in den Jahren 2003/2004 einen Altar und einen Ambo, welche von Otto Rüger geschaffen wurden. Diese drei liturgischen Elemente bilden im Hinblick auf Stil und Material eine Einheit: Es handelt sich jeweils um eine offene Holzrahmenkonstruktion mit quadratischer Grundform, welche mit kupfergetriebenen Zierelementen ausgestattet wurden. Der Kreuzweg aus dem Jahr 1926 schuf der Holzschnitzer Philipp Noflander aus Ortisei. Abgerundet wird die Innenausstattung durch eine grosse bildliche Darstellung des Kirchenpatrons Christophorus an der rechten hinteren Wand von Michaela Novotny aus dem Jahr 2010.

### Orgel
Auf der Orgelempore, die sich über dem Eingang der Kapelle befindet, wurde im Jahr 1977 eine Orgel eingebaut, die von der Orgelbaufirma Späth aus Rapperswil stammt. Es handelt sich um eine Kleinorgel mit sechs klingenden Registern mit mechanischer Spiel- und Registertraktur. Der dreiteilige Prospekt ist mit goldenem Schnitzwerk verziert.

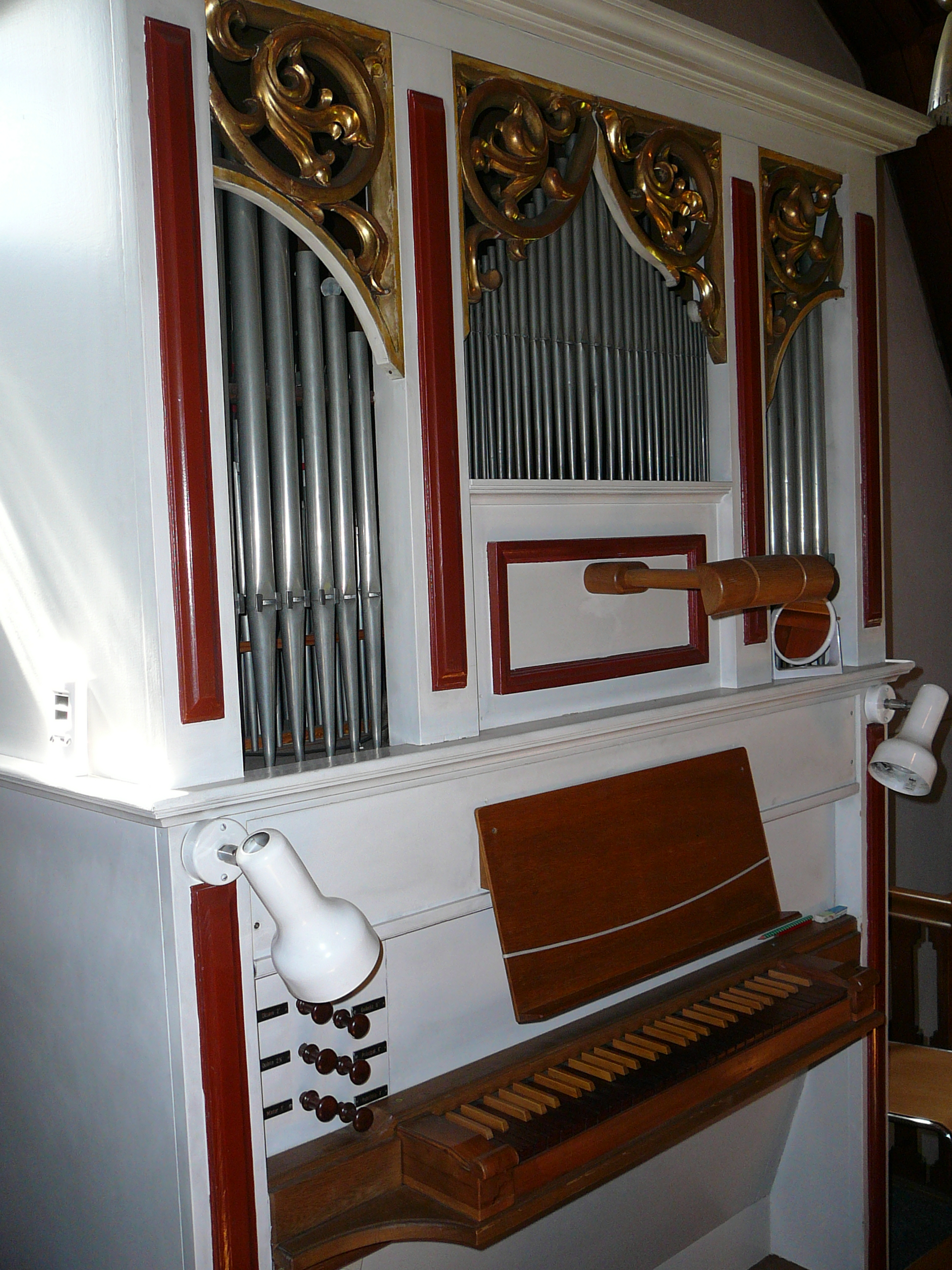
Späth-Orgel von 1977

| Manual C–g3 |       |
| Gedeckt     | 8′    |
| Principal   | 4′    |
| Rohrflöte   | 4′    |
| Quinte      | 2 ⁄3′ |
| Oktave      | 2′    |
| Mixtur II   | 1′    |

### Glocken
Bis 1994 befanden sich im Kirchturm drei Glocken, deren Herkunft nicht restlos geklärt werden konnte. Es handelte sich um wiederverwertete Stücke mit Gussorten in der Schweiz, von denen 1994 jedoch nur noch eine läutfähig war. Die beiden anderen Glocken wurden entfernt und durch eine neu gegossene Glocke ersetzt. 2004 wurde eine der beiden ausgebauten Glocken wieder in den Turm aufgezogen, sodass die Kirche heute drei läutbare Glocken besitzt, wovon die ersten beiden Glocken elektrisch geläutet werden können und die dritte mit einem Handzug versehen ist.

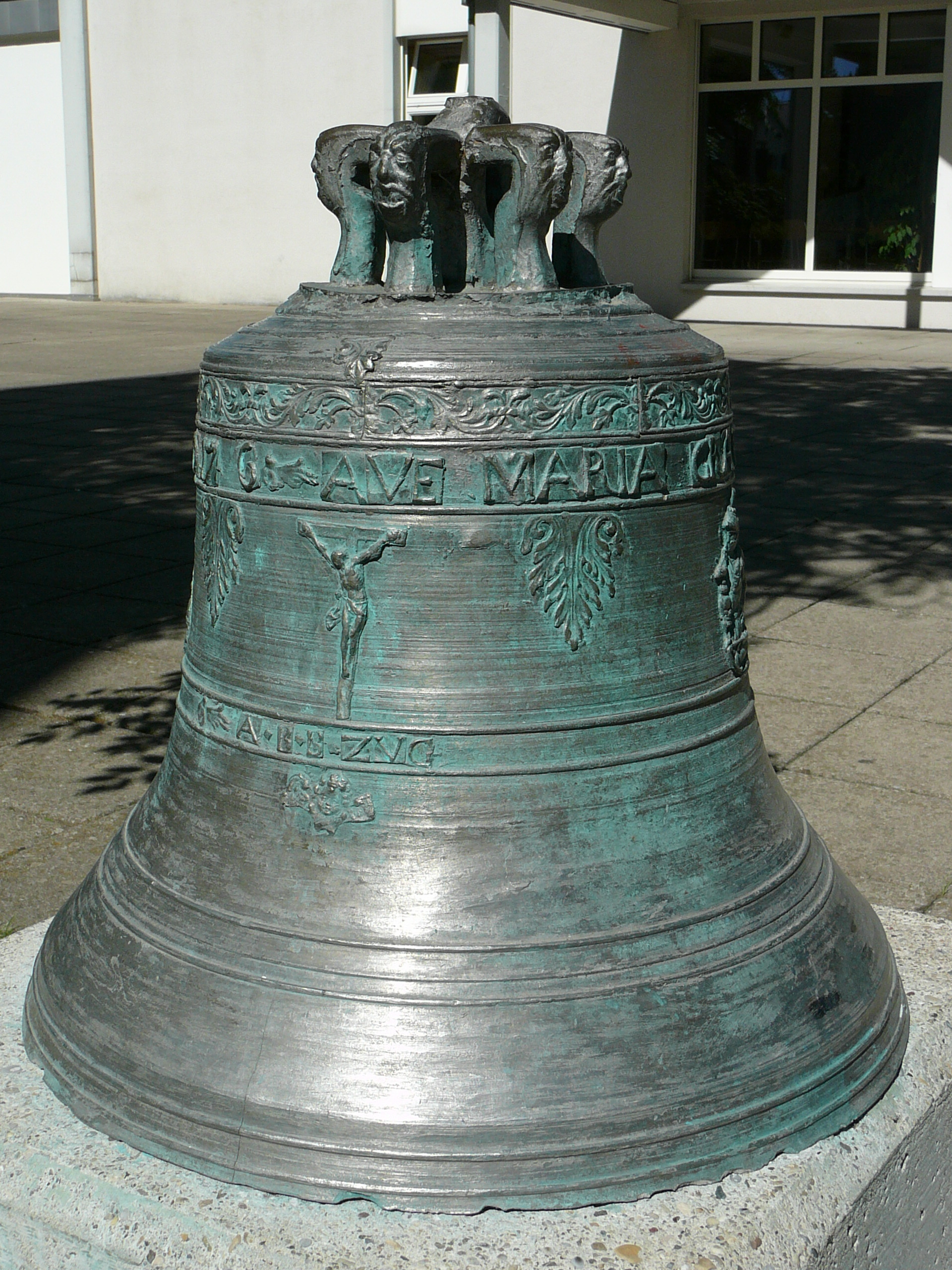
Glocke von Joseph Anton Brandenberg hinter der Kapelle

Die grösste Glocke wurde 1885 gegossen und war ursprünglich die Glocke im Dachreiter der Notkirche von Bülach. Sie wurde 1994 als einzige im Turm belassen. Die zweite Glocke wurde 1994 von der Firma Rüetschi, Aarau, gegossen. Die dritte Glocke wurde von Johann Jakob Schnegg in Basel gegossen, weist aber keine Jahreszahl oder Widmung auf.
| Glocke | Gewicht | Durchmesser | Schlagton | Widmung |
| ------ | ------- | ----------- | --------- | ------- |
| 1      | 180 kg  | 680 mm      | es′       | Maria   |
| 2      | 110 kg  | 560 mm      | ges′      | Maria   |
| 3      | 035 kg  | 380 mm      | c″        |         |

Die zweite im Jahr 1994 aus dem Turm entfernte Glocke befindet sich heute auf dem Platz hinter der Kapelle. Es handelt sich um eine von Joseph Anton Brandenberg in Zug zwischen 1766 und 1786 gegossene Glocke, welche mit Vignetten der Gottesmutter, Gottvater und dem hl. Oswald verziert ist.